# Abel Enrique Aguilar
Abel Aguilar (Bogotà, 6 de gener de 1985) és un exfutbolista professional colombià que jugava com a migcampista. Va ser internacional amb la selecció colombiana.